# Ignacio María Alcorta Hermoso
Ignacio María Alcorta Hermoso   (Tolosa, 13 de desembre de 1906 - Granada, 30 de novembre de 1967), anomenat Cholín, fou un futbolista basc de la dècada de 1930.
Començà la seva carrera al Tolosa CF, però la major part de la seva carrera la va viure a la Reial Societat. També fou jugador de Granada CF i Deportivo Alavés.
Amb la selecció espanyola participà als Jocs Olímpics d'Estiu de 1928, on disputà un partit.
També fou un entrenador destacat.
- 1943–1944 Alaves
- 1945–1946 Granada CF
- 1948–1950 Granada CF
- 1950–1951 Real Jaén
- 1951 Granada CF